# Ascyltus divinus
Ascyltus divinus là một loài nhện trong họ Salticidae.
Loài này thuộc chi Ascyltus. Ascyltus divinus được Ferdinand Karsch miêu tả năm 1878.